# Zupa z jaskółczych gniazd

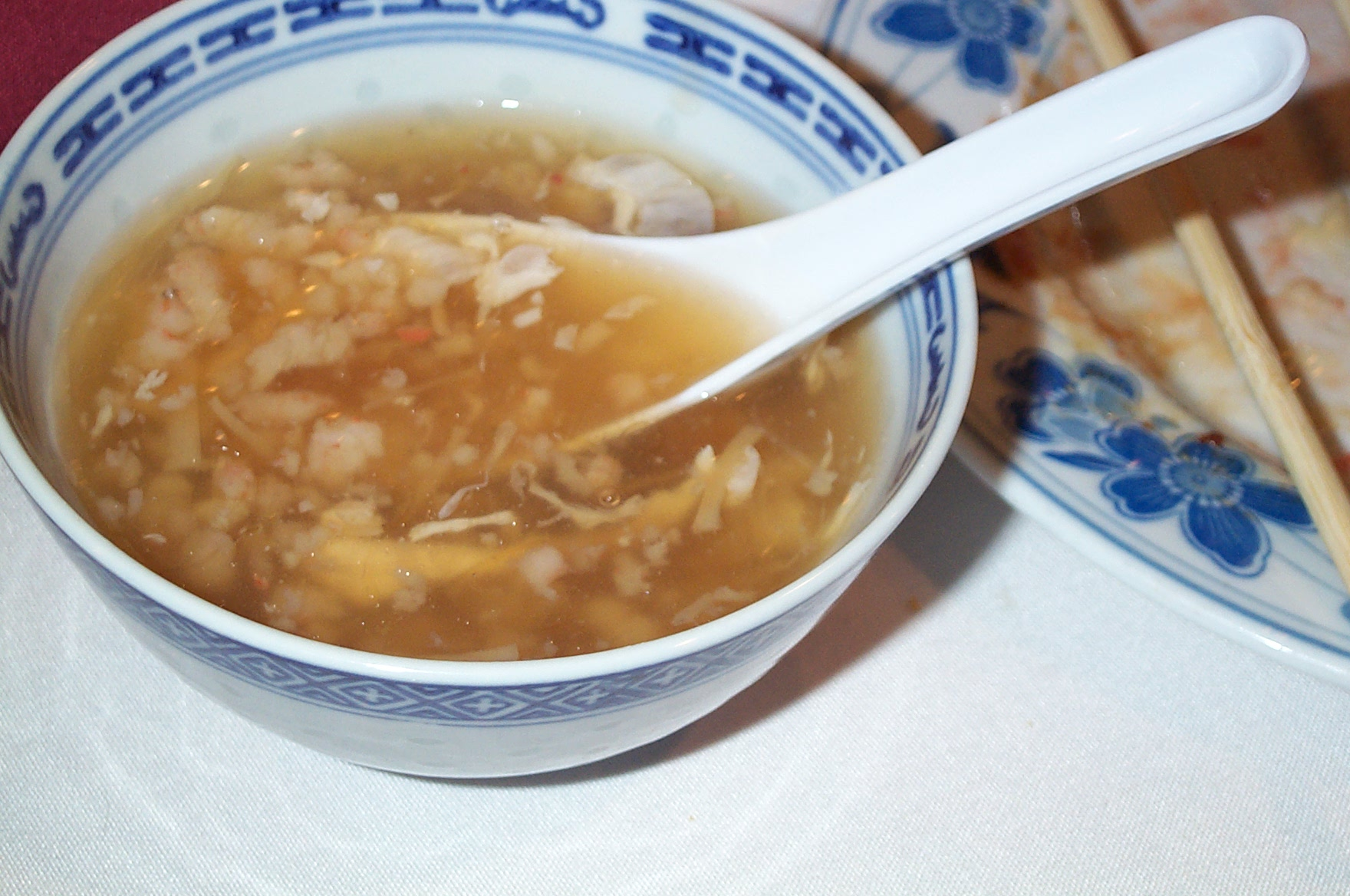
Zupa z gniazd jaskółczych

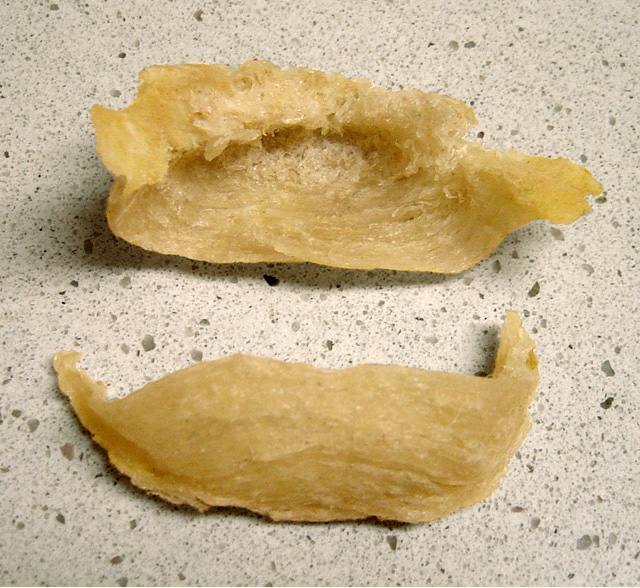
Gniazda salangan – główny składnik zupy

Zupa z jaskółczych gniazd (chiń. upr. 燕窝; chiń. trad. 燕窩; pinyin yàn wō) – popularna w Chinach zupa o korzennym aromacie przyrządzana na bazie jadalnych gniazd salangan (ptaków z rodziny jerzykowatych, z rodzaju Aerodramus oraz Collocalia). Gniazda takie zawierają znaczną ilość przydatnych dla organizmu mikroelementów – wapnia, potasu i magnezu.
O zupie z gniazd ptasich pisano w Europie już w latach 30. XIX w. jako daniu kuchni azjatyckiej o niezrównanym smaku. William Dalton w 1863 r. przedstawiał opinie Chińczyków o zupie, którzy traktowali ją jako szczególny luksus, posiadający dar ożywiania zmarłych. Jedną z pierwszych relacji europejskich, pochodzącej od osoby, która skosztowała zupy, są wspomnienia J.F. Packarda z podróży do Chin, opublikowane w 1880:

Fakt, że Chińczycy mają zupę z ptasich gniazd, jest jednym z osiągnięć ich cywilizacji. Zupa z pewnością nie usprawiedliwia sławy, którą się cieszy. Wszyscy byliśmy zgodni – jest pozbawiona smaku.

Przepis na zupę znalazł się w jednym z amerykańskich poradników prowadzenia domu z 1888.
Współcześnie zupę można przygotować z produkowanych na skalę przemysłową konserw, po rozrzedzeniu znajdującej się w nich substancji rosołem.
Zupy dzieli się na te z gniazd o ciemnym kolorze, w których znajdują się m.in. mech i owady, i z gniazd o jasnym kolorze (cenniejsze), bez takich domieszek.